# Kráľov Brod
Kráľov Brod (bis 1927 slowakisch „Králová“; ungarisch Királyrév) ist eine Gemeinde in der Westslowakei. Sie liegt im Donautiefland, 17 km südöstlich von Galanta.

## Geschichte
Die erste urkundliche Erwähnung des Dorfes als königlicher Besitz stammt aus dem Jahr 1252. Es wurde später aufgrund seiner königlichen Fähre ungarisch als Királyrév benannt. Im Jahre 1910 hatte das Dorf 785 überwiegend ungarische Einwohner. Die Gemeinde gehörte bis 1918 im Komitat Pressburg zum Königreich Ungarn.
Nach dem Ende des Ersten Weltkrieges kam sie infolge des Vertrags von Trianon zur Tschechoslowakei, von 1938 bis 1945 war sie aufgrund des Ersten Wiener Schiedsspruches wiederum ein Teil von Ungarn. Nach dem Ende des Zweiten Weltkrieges wurde sie dann wieder der Tschechoslowakei angeschlossen und ist seit 1993 ein Teil der Slowakei.

## Bevölkerung
| Jahr                | 1994 | 2004    | 2014    | 2024    |
| ------------------- | ---- | ------- | ------- | ------- |
| Anzahl der Personen | 1169 | 1167    | 1122    | 1059    |
| Unterschied         |      | −0,17 % | −3,85 % | −5,61 % |

| Jahr                | 2023 | 2024    |
| ------------------- | ---- | ------- |
| Anzahl der Personen | 1066 | 1059    |
| Unterschied         |      | −0,65 % |

## Sehenswürdigkeiten
- römisch-katholische Kirche des Heiligen Emmerich, 1836 erbaut
- Denkmal des Erzengels Michael aus dem 18. Jahrhundert vor der Kirche

## Söhne und Töchter der Gemeinde
- Gyula Szarka (* 1962), ungarischer Musiker, Gründungsmitglied des Ghymes
- Tamás Szarka (* 1964), ungarischer Musiker, Gründungsmitglied des Ghymes